# Bidet

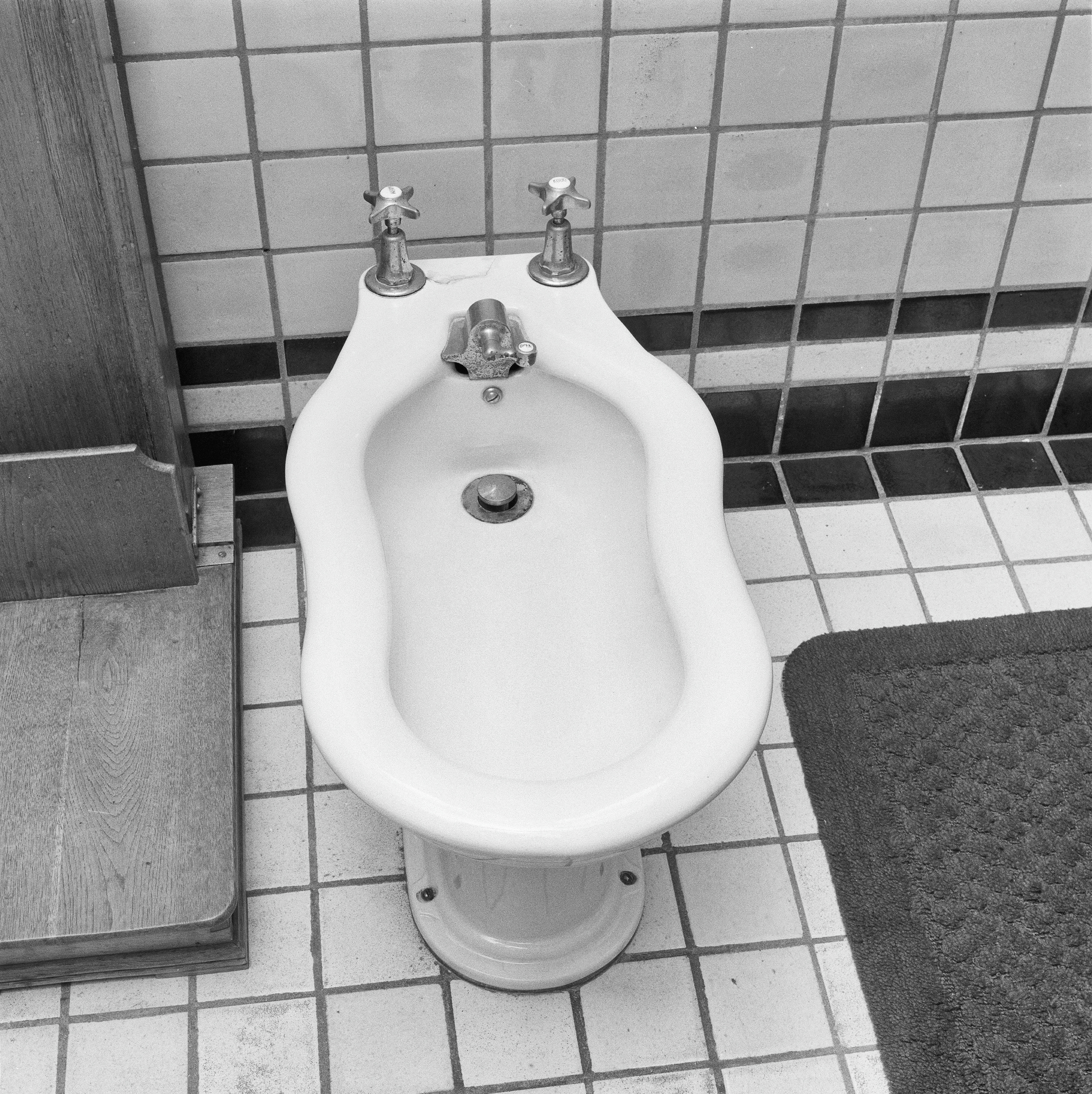
Un bidet

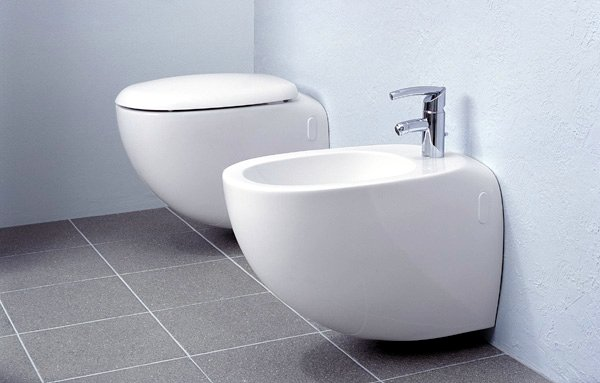
Water e bidet in una moderna stanza da bagno

Il bidet o bidè è un apparecchio sanitario utilizzato per l'igiene intima.

## Etimologia
Il suo nome deriva dal francese bidet, termine che indica anche il pony. L'omonimia è dovuta alla somiglianza della posizione che si assume durante l'utilizzo del bidet con quella della cavalcata del pony. La parola deriva dalla radice celtica bid, col significato di piccolo, e bidein, piccola creatura. Anticamente era detto bidetto.

## Storia

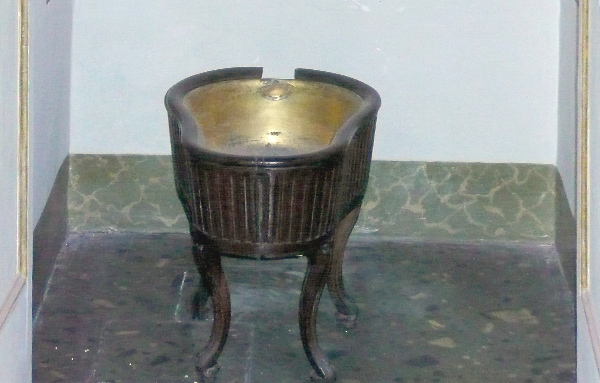
Il bidet di Maria Carolina di Napoli alla Reggia di Caserta.

Del bidet non si conosce né la data certa né il nome del suo inventore. La prima testimonianza certa risale al 1710, anno in cui tale Christophe Des Rosiers lo installò presso l'abitazione della famiglia reale francese. Il primo riferimento scritto al bidè risale al 1726. Nella seconda metà del Settecento la regina di Napoli Maria Carolina d'Asburgo-Lorena volle un bidet nel suo bagno personale alla Reggia di Caserta, ignorandone l'etichetta di «strumento di ristoro da meretricio». In realtà il bidet si è diffuso in Italia in tempi relativamente recenti dopo il secondo dopoguerra. Tanto i gabinetti comuni delle case operaie dei grandi centri urbani, quanto le latrine contadine ne erano generalmente privi. 
Dal 1900, con la diffusione delle tubature all'interno delle case private, il bidet divenne un oggetto utilizzato non più in camera da letto, ma nel bagno, insieme al water, che sostituiva il pitale tenuto in camera.
Nel 1960, invece, ci fu l'introduzione sul mercato di un sanitario, il washlet, risultante dall'unione del water con il bidet, particolarmente utile in piccoli ambienti in cui i due sanitari non troverebbero posto; esso è a volte detto «bidet elettronico», ma in Italia non ha incontrato favore e non si è diffuso.
Tuttavia esistono tracce di sistemi adibiti allo stesso scopo nella civiltà romana, così come per il water.

## Igiene e prevenzione
L'igiene personale è migliorata e si mantiene in modo più accurato e semplice con l'uso del bidet in abbinamento alla carta igienica, rispetto all'uso della sola carta igienica. In alcuni bidet con getti verticali è possibile evitare l'uso di carta igienica, poiché la quantità di acqua utilizzata è ridotta.
Il trattamento delle emorroidi e di problemi ai genitali può anche essere migliorato dall'uso del bidet.
A causa dell'ampia superficie del bacino, la disinfezione dei bidet dopo l'utilizzo e quella di routine richiedono accuratezza: altrimenti potrebbe verificarsi una contaminazione microbica da un utente all'altro.
Talvolta nei servizi igienici degli ospedali vengono inclusi bidet a doccetta a causa della loro utilità nel mantenimento dell'igiene; i bidet con acqua calda possono ospitare microbi pericolosi se non adeguatamente disinfettati.

## Diffusione nel mondo

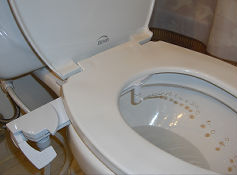
Un bidet aggiuntivo

### Europa
I bidet non sono presenti in tutti i Paesi europei: sono comuni solo in Grecia, Albania, Spagna e, soprattutto, in Italia e in Portogallo, paesi nei quali l'installazione di un bidet nei locali d'abitazione fu resa obbligatoria nel 1975. Secondo un sondaggio francese del 1995, è l'Italia il paese in cui il bidet è utilizzato più di frequente (97%), seguito dal Portogallo al secondo posto (92%) e dalla Francia al terzo (42%); in Germania il suo uso è raro (6%) e nel Regno Unito rarissimo (3%).
In Francia, paese d'origine del bidet, a partire dagli anni settanta, per ragioni di economia e di spazio, sono raramente installati bidet nei nuovi appartamenti (dal 95% di presenza nei bagni nel 1970, la percentuale è scesa al 42% nel 1993) e una grande quantità di persone ha eliminato il bidet dalla propria casa.
Un fenomeno analogo si sta riscontrando in Spagna, dove è sempre più frequente la mancanza del bidet nelle nuove abitazioni e nelle vecchie case ristrutturate, per un uso diverso dello spazio, sebbene gli appartamenti di lusso e con almeno due stanze da bagno continuino a esserne equipaggiati.

### America e Asia
In America Latina i bidet si trovano in Paraguay, Cile, e, soprattutto, in Argentina e Uruguay, dove sono installati nel 90% delle case private; sono abbastanza comuni anche in Medio Oriente. In Giappone, pur essendo pressoché assenti, sono però sostituiti nella funzione da un sanitario che unisce le funzioni del water e quella del bidet, detto washlet, presente nel 60% delle case private e non raro negli alberghi.
La rarità del bidet in alcuni paesi (come gli Stati Uniti d'America e il Regno Unito, ad esempio) spesso si collega a pregiudizi sull'igienicità di questo apparecchio sanitario. Gli statunitensi videro probabilmente per la prima volta il bidet nei bordelli francesi durante la seconda guerra mondiale e, per lungo tempo, nell'immaginario collettivo è rimasto il collegamento di questo sanitario all'idea che le prostitute lo usassero per lavarsi i genitali in seguito ai rapporti sessuali.